# Colletoecema
Colletoecema là một chi thực vật có hoa trong họ Thiến thảo (Rubiaceae).

## Loài
Chi Colletoecema gồm các loài: